# Observatoire de la violence éducative ordinaire
L'Observatoire de la violence éducative ordinaire ou OVEO est une association française, créée 2005 par Olivier Maurel, Victorine Meyers, Fabienne Cazalis, Catherine Dumonteil Kremer, Jeanine Barbé, Sylvie Morel, Nathalie Pinson, Nathalie Gilson, Sylvie Martin, Véronique Baert, Alain Guézou et Gaëlle Lauferon. Son objet est de dénoncer la domination adulte et les violences subies par les jeunes personnes en contexte éducatif.

## Présentation
L'OVEO se fait notamment connaître grâce à la diffusion sur Internet et à la télévision du clip Les mots qui font mal, campagne de sensibilisation sur les conséquences des violences verbales envers les enfants,,, que l'association co-coordonne avec Stop VEO.
Depuis sa création, l'OVEO recense les pays abolitionnistes, c'est-à-dire qui interdisent les châtiments corporels envers les enfants.
En 2015, l'OVEO participe à la rédaction du rapport Agir ensemble pour les droits de l'enfant (AEDE).